# Carlotta Giudicelli
Carlotta è un personaggio immaginario creato da Gaston Leroux per il suo celebre romanzo Il fantasma dell'Opera. Il ruolo che ricopre nel romanzo di Leroux è marginale, ma assume maggior importanza nel musical di Andrew Lloyd Webber The Phantom of the Opera. Mentre nel romanzo è ricordata semplicemente come "La Carlotta", nel film di Dario Argento del 1998 si scopre che il suo cognome è "Alteri", mentre nel musical di Andrew Lloyd Webber il suo cognome è "Giudicelli".

## Nel romanzo
Nel romanzo originale Carlotta appare soltanto nei primi capitoli. Carlotta è descritta come un attempato soprano spagnolo. Viene minacciata dal Fantasma dell'Opera affinché non canti (il Fantasma vuole infatti favorire la sostituta di Carlotta, Christine Daaé)
Quando sale sul palco, disobbedendo agli ordini del fantomatico persecutore, e comincia a cantare, dalla sua bocca escono soltanto gracidii e versi striduli, tanto che il pubblico la paragona a un rospo. Ciò perché Erik, essendo un ventriloquo straordinario, proietta la sua voce facendo credere al pubblico (e a Carlotta stessa) che sia stata la cantante a gracidare.

## InThe Phantom of the Opera
Nella produzione di Andrew Lloyd Webber il personaggio cambia radicalmente, avendo più carattere e importanza.
Carlotta, il cui cognome si scopre essere Giudicelli, è italiana, ed è la primadonna dell'Opéra Garnier di Parigi.
Carlotta ha una relazione con il tenore Ubaldo Piangi, di cui è l'amante. Tuttavia, Carlotta non sembra particolarmente legata al tenore, tanto che nella prima parte del primo atto flirta con Raoul e con i nuovi impresari, scatenando la gelosia di Piangi.
È un soprano molto famoso, nonostante la sua voce sia ormai incrinata a causa dell'età, e ha costantemente un comportamento divistico e prepotente.
Quando Christine comincia a diventare popolare, Carlotta, sentendosi minacciata, diventa ostile nei confronti del giovanissimo soprano, scatenando l'ira del Fantasma, che ne critica il comportamento e le ormai insufficienti doti canore.
Nel secondo atto, Carlotta lotta strenuamente per poter ricoprire il ruolo principale nell'Opera del Fantasma, il Don Juan Triumphant, ma invano.
Quando Meg Giry scopre il cadavere di Piangi garrottato dal Fantasma, il soprano cade sul corpo dell'amato piangendo e accusando gli impresari.

## Interpreti
Il personaggio (una viziata cantante lirica a fine carriera) necessita chiaramente di un approccio parodistico. La cantante che interpreta il ruolo di Carlotta deve comunque disporre di un'adeguata preparazione lirica per rendere credibili le impennate istrioniche del personaggio. Deve ovviamente risultare vocalmente inferiore rispetto a Christine (generalmente adottando un canto più pomposo e meno aggraziato).
Tra i soprano di coloratura che hanno ricoperto questo ruolo ricordiamo:
- West End: Rosemary Ashe (Cast originale), Maria Moll, Morag McLaren, Julia Goss, Sandra Dugdale, Paula Bott, Valda Aviks, Rosemarie Arthars, Jasna Ivir, Margaret Preece, Shan Cothi, An Lauwereins, Nan Christie, Judith Garder Jones, Sally Harrison, Kate Radmilovic, Rebecca Lock e Wendy Ferguson.
- Broadway: Judy Kaye (Cast Originale, Tony Award alla miglior attrice non protagonista in un musical), Marilyn Caskey, Elena Jeanne Batman, Patricia Hurd, Elena Jeanne Batman, Leigh Munro, Rebecca Eighenberger, Patricia Phillips (la prima afroamericana a ricoprire questo ruolo) e Liz McCartney (l'attuale Carlotta a Broadway).
- Nell'adattamento cinematografico del 2004, Carlotta è stata interpretata dalla cantante rock Minnie Driver. Ma la Driver, non avendo la preparazione tecnica nel canto impostato che il ruolo ricopre, è stata doppiata dal soprano Margaret Preece. L'unica canzone cantata veramente dalla Driver è “Learn to Be Lonely”, durante i titoli di coda.
- Nel concerto per il 25º Anniversario del musical alla Royal Albert Hall il ruolo di Carlotta è stato affidato al soprano statunitense Kiera Duffy, poi sostituita all'ultimo momento da Wendy Fergson.
- Nel primo adattamento italiano del 2023, Carlotta è interpretata da Anna Corvino.

## Canzoni cantate
- Overture/Hannibal di Chalumeau
- Think of Me
- Notes.../Prima Donna
- Poor Fool, He Makes Me Laugh (Il Muto)
- Notes II/Twisted Every Day
- Don Juan Triumphant

| Controllo di autorità | Europeana agent/base/153577 |